# Hrušovo
Hrušovo é um município da Eslováquia, situado no distrito de Rimavská Sobota, na região de Banská Bystrica. Tem 15,78 km² de área e sua população em 2018 foi estimada em 176 habitantes.

## Demografia
| Ano:        | 1994 | 2004    | 2014    | 2024    |
| ----------- | ---- | ------- | ------- | ------- |
| Broj ljudi: | 252  | 225     | 193     | 161     |
| Razlika:    |      | -10,71% | -14,22% | -16,58% |

| Ano:               | 2023 | 2024   |
| ------------------ | ---- | ------ |
| Número de pessoas: | 162  | 161    |
| Diferença:         |      | -0,61% |